# Viricelles
Viricelles ist eine französische Gemeinde mit 448 Einwohnern (Stand: 1. Januar 2022) im Département Loire in der Region Auvergne-Rhône-Alpes (vor 2016 Rhône-Alpes). Sie gehört zum Arrondissement Montbrison und zum Kanton Feurs. Die Einwohner werden Viricellois genannt.

## Geografie
Die Gemeinde Viricelles liegt im Südwesten der Monts du Lyonnais an der Grenze zum Département Rhône, etwa 26 Kilometer nördlich von Saint-Étienne und 45 Kilometer westsüdwestlich von Lyon in der historischen Provinz Forez am Flüsschen Anzieux, einem Nebenfluss der Coise. Umgeben wird Viricelles von den Nachbargemeinden Maringes im Westen und Norden, Grézieu-le-Marché im Osten sowie Chazelles-sur-Lyon im Süden.

## Bevölkerungsentwicklung
| Jahr                       | 1962 | 1968 | 1975 | 1982 | 1990 | 1999 | 2006 | 2014 | 2022 |
| -------------------------- | ---- | ---- | ---- | ---- | ---- | ---- | ---- | ---- | ---- |
| Einwohner                  | 258  | 216  | 204  | 237  | 283  | 333  | 372  | 463  | 448  |
| Quellen: Cassini und INSEE |      |      |      |      |      |      |      |      |      |

## Sehenswürdigkeiten
- Kirche der Unbefleckten Empfängnis

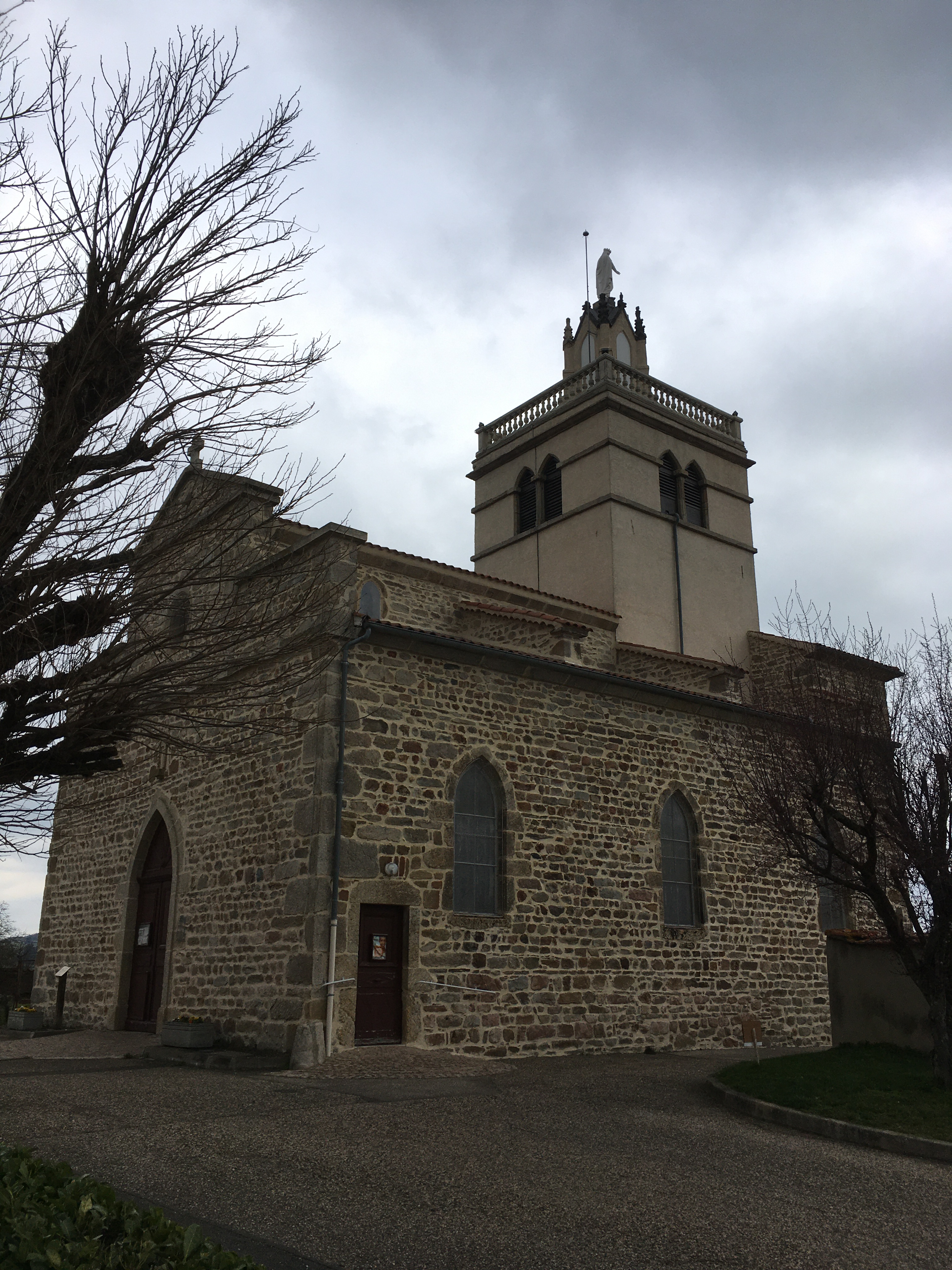
Kirche der Unbefleckten Empfängnis